# Zhuang Zedong
Dans ce nom chinois, le nom de famille, Zhuang, précède le nom personnel Zedong.
Pour les articles homonymes, voir Zhuang.
Zhuang Zedong (庄则栋 莊則棟 Wade-Giles : Chuang Tsetung), né le 25 août 1940, ou 1942 et mort le 10 février 2013, est un pongiste chinois, triple champion du monde en 1961, 1963 et 1965. Il a remporté 13 médailles au total aux championnats du monde. Il est par la suite devenu une personnalité politique lors de la révolution culturelle et a été impliqué dans la diplomatie du ping-pong, après sa rencontre avec le pongiste américain Glenn Cowan en 1971. Il a été ministre des sports et membre du comité central du parti communiste, mais après la mort de Mao en 1976 il a été emprisonné et n'a plus été autorisé à pratiquer le tennis de table.
Zhuang Zedong est élu au Temple de la renommée du tennis de table en 1999.

## Palmarès
- Champion du monde en simple en 1961, 1963 et 1965
- Champion du monde en double en 1965 (associé à Xu Yinsheng)
- Champion du monde par équipe en 1961, 1963, 1965 et 1971[5]